# Boucle for
Pour un article plus général, voir structure de contrôle.
En informatique, la boucle for est une structure de contrôle de programmation qui permet de répéter l'exécution d'une séquence d'instructions.
Selon les langages de programmation, différents mots-clés sont utilisés pour signaler cette structure de contrôle : for pour les descendants d'Algol, do pour FORTRAN, PL/I, etc.
Une « boucle for » a deux parties : une entête qui spécifie la manière de faire l'itération, et un corps qui est exécuté à chaque itération.

## Boucle avec compteur
Dans cette forme de boucle, une variable prend des valeurs successives sur un intervalle. Cette forme est souvent utilisée pour exploiter les données d'une collection indexée.
```
POUR compteur DE 0 à fin
   Instruction 1
FIN POUR
Instruction 2

```

## Historique
Fortran II a introduit un premier compteur rudimentaire en 1958[réf. souhaitée].

## Exemples de mise en œuvre
Suivant les langages on peut fixer la valeur de début, de fin et le pas d'incrémentation.

### BASIC
Exemple de boucle for en langage BASIC :
```
FOR
 
compteur
 
=
 
depart
 
TO
 
fin
 
instruction
 
NEXT
 
compteur

```

### Pascal
Exemple de boucle for en langage Pascal :
```
for
 
compteur
 
:=
 
depart
 
to
 
fin
 
do
 
instruction
 
;

```

### Langage C et dérivés
La boucle for des langages C, C++ ou Java est beaucoup plus générale qu'un simple compteur.
```
for
 
(
initialisation
 
;
 
test
 
;
 
itération
)
 
opération
;

```

L'entête comporte une ou plusieurs initialisations, un test de continuation, une ou plusieurs itérations. Exemples en langage C :
```
    
// remplissage d'un tableau

    
int
 
t
[
5
];

    
for
 
(
int
 
i
 
=
 
0
;
 
i
 
<
 
5
;
 
i
++
)
 
{

        
t
[
i
]
 
=
 
i
;

    
}

    
//  miroir d'un tableau

    
int
 
t
[
10
];

    
...

    
for
 
(
int
 
p
 
=
 
0
,
 
d
 
=
 
9
;
  
p
 
<
 
d
 
;
 
p
++
,
 
d
--
)
 
{

        
int
 
temp
 
=
 
t
[
p
];

        
t
[
p
]
 
=
 
t
[
d
];

        
t
[
d
]
 
=
 
temp
;

    
}

    
// mise en majuscule d'une chaine

    
char
 
chaine
[]
 
=
 
"Un deux trois"
;

    
for
 
(
char
 
*
p
 
=
 
chaine
;
 
*
p
 
!=
 
'\0'
;
 
p
++
)
 
{

       
*
p
 
=
 
toupper
(
*
p
);

    
}

```

### Python
La boucle for en Python s'applique sur une collection. Ex :
```
for
 
number
 
in
 
range
(
10
):

    
print
(
number
)

```

```
for
 
number
 
in
 
[
'one'
,
 
'two'
,
 
'three'
]:

    
print
(
number
)

```